# Virgilio Barco
Virgilio Barco Vargas (Cúcuta, 17 de septiembre de 1921-Bogotá, 20 de mayo de 1997) fue un ingeniero civil, empresario y político colombiano. Fue presidente de Colombia entre el 7 de agosto de 1986 y el 7 de agosto de 1990. Fue miembro del Partido Liberal Colombiano.   
Ocupó varios cargos públicos como Alcalde Mayor de Bogotá, ministro de Obras Públicas, ministro de Agricultura, embajador ante el Reino Unido y senador de la República. Fue finalmente electo presidente de Colombia en 1986, con la votación más alta de la historia para ese momento, cuando todavía no existía la segunda vuelta presidencial.
Con la salida de los liberales del poder en 1946, Barco se declaró en oposición al gobierno, viéndose obligado a salir del país en 1950. También fue parte de la oposición a la dictadura de Gustavo Rojas Pinilla y participó en la campaña presidencial de Alberto Lleras Camargo, durante el sistema del Frente Nacional, en el que también estuvo involucrado desde su raíz, ya que apoyó todas las campañas presidenciales exitosas desde 1958 hasta 1974.
Posteriormente fue senador de la República, ministro de Obras Públicas, ministro de Agricultura y Embajador ante el Reino Unido. Fue alcalde de Bogotá entre 1966 a 1969, tiempo durante el cual logró la modernización física e institucional de la capital, destacando obras como el Hospital Militar, y la finalización del Aeropuerto El Dorado.
Fue el sexto y último Presidente ingeniero en la Historia de Colombia (el primero fue Pedro Nel Ospina y el quinto fue Rubén Piedrahíta que integró la Junta Militar en 1957).
Como presidente de Colombia, Barco enfrentó la guerra que los carteles del narcotráfico le declararon a las instituciones del país. Logró establecer el principio de corresponsabilidad con países consumidores de droga, pese a que los narcos bañaron de sangre el país. También le tocaría lidiar con grupos paramilitares que exterminaron a la Unión Patriótica surgida de los Acuerdos de La Uribe con las FARC-EP en 1984.
Su esfuerzo por reducir la pobreza, llevar el Estado a las regiones aisladas del país y reformar la Constitución de 1886 pasaron a un segundo plano debido a la necesidad de defender el orden y legitimidad de las instituciones del Estado, con una fracasada reforma constitucional en 1989. 
Su último año de gobierno se vio empañado por el asesinato de tres candidatos presidenciales: Luis Carlos Galán del Partido Liberal, Bernardo Jaramillo Ossa de la Unión Patriótica y Carlos Pizarro Leongómez de la Alianza Democrática M-19 surgida del acuerdo de paz en 1990 con el grupo guerrillero Movimiento 19 de abril (M-19) que entregaba las armas y se convirtió en un partido político, que sin embargo fue el mayor éxito de su gobierno. 
Fue el último de los presidentes liberales radicales debido a su esquema de gobierno-oposición, donde apartó del poder a sus rivales conservadores.

## Biografía
Nació en Cúcuta, el 17 de septiembre de 1921, en un hogar acomodado de empresarios del petróleo.
Luego de estudiar el bachillerato en el colegio Sagrado Corazón de Jesús en Cúcuta, se trasladó a Bogotá para estudiar ingeniería civil en la Universidad Nacional de Colombia, no obstante, poco antes de terminar, consiguió ingresar al Massachusetts Institute of Technology (MIT) donde obtuvo el título de ingeniero civil en 1943. Allí entró en contacto con el progresismo liberal del demócrata Franklin Delano Roosevelt y la lucha contra el nazismo y fascismo en plena Segunda Guerra Mundial.

### Trayectoria política
Entró en política en 1943, a su regreso a Colombia, cuando fue designado Secretario de Obras Públicas de Norte de Santander por el gobernador Alfredo Lamus Girón hasta 1945, y luego fue secretario general del Ministerio de Comunicaciones, durante el primer gobierno de Alberto Lleras Camargo. En 1945, se convirtió en concejal de Durania (Norte de Santander) a nombre del Partido Liberal. Barco trabajo por dotar al departamento de servicio de luz y alcantarillado.
En 1946 se declaró en abierta oposición al gobierno conservador de Mariano Ospina Pérez, y el clima de violencia que se vivía en su departamento, especialmente luego de El Bogotazo. A raíz de amenazas en su contra, llevaron a Barco a salir del país en 1950, pese a que logró una curul en el Congreso como representante a la cámara por su departamento en las elecciones legislativas de 1949.
Ya en Estados Unidos, Barco aprovechó para adelantar sus estudios. Obtuvo los títulos de máster en Economía en MIT en 1952, y el doctorado en Economía por la Universidad de Boston en 1954. Durante sus estudios en MIT, fue alumno de dos futuros laureados por el Premio Nobel; los profesores Robert Solow y Paul Samuelson.

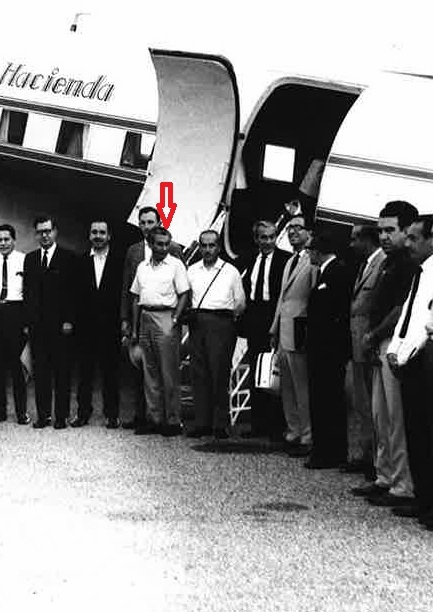
Virgilio Barco (segundo de izquierda a derecha) con Enrique Peñalosa Camargo en el aeropuerto de la Ciudad de México, 1958.

#### Frente Nacional
Durante el Frente Nacional entre 1958 y 1974, Barco fue elegido senador de la República, en los comicios de 1958. Además ejerció como ministro de Obras Públicas entre 1958 y 1960 durante la segundo gobierno de Alberto Lleras Camargo. En 1958, Barco fundó el periódico La Opinión, en su natal Cúcuta.
Estuvo encargado de redactar y presentar al Congreso el proyecto de Ley para la celebración del Sesquicentenario de la Independencia. Así es como la Ley 95 de 1959 hizo posible la realización de numerosas obras que hicieron recordar dicha celebración. Entre las obras que se realizaron están la remodelación de la plaza de Bolívar a lo que es hoy en día, la restauración de la Casa Museo 20 de Julio, la remodelación del Observatorio Astronómico Nacional de Colombia y la construcción de la Plazoleta de San Bartolomé contigua a la plaza de Bolívar. 
Entre 1961 y 1962 fue nombrado por el gobierno de Alberto Lleras Camargo como Embajador de Colombia ante el Reino Unido. 
Tras las elecciones legislativas de 1962, Barco sirvió durante otro mandato en el Senado (1962-1966) y en el gobierno de Guillermo León Valencia (conservador) representó al liberalismo como ministro de Hacienda (siendo nombrado el 7 de agosto de 1962 mediante Decreto 2263), y luego como ministro de Agricultura (nombrado el 23 de abril de 1963 por Decreto 914, ratificado el 6 de agosto de 1964), renunciando en octubre de 1964.

### Alcalde de Bogotá (1966-1969)
Barco fue alcalde de Bogotá por la designación del gobierno del liberal Carlos Lleras Restrepo (primo segundo de Lleras Camargo) sucediendo a Jorge Gaitán Cortés, en noviembre de 1966. Barco fue elegido por Lleras dada su capacidad de ejecución rápida de obras de infraestructura, ante la necesidad de modernización de la ciudad.
Convertirse en alcalde capitalino le ayudó a formar una figura de alto prestigio nacional y punto de referencia para las administraciones posteriores. Alternó sus actividades de alcalde con la presidencia del Centro Internacional para el Mejoramiento del Maíz y el Trigo, estando en el cargo hasta 1985.
Como alcalde creó y puso en funcionamiento el Museo Taurino que recuerda la historia de la Fiesta brava en Bogotá y en Colombia, el Museo de Historia Natural como muestra de la fauna colombiana, el Planetario de Bogotá, el Museo de Desarrollo Urbano de Bogotá, el Museo y Casa Montes como homenaje al prócer Antonio Nariño y el Museo de Santa Clara como centro de restauración. Barco creó la Lotería de Bogotá mediante Acuerdo 81 de 1967, para ayudar al sostenimiento de los programas de Salud Pública y Asistencia Social para los pobres. 
Remodeló el Palacio Liévano, creó el Centro Distrital de Computación con el fin de agilizar, reducir y mejorar la labor de las Empresas Distritales, adquirió y remodeló el edificio Cristo Rey sitio en donde actualmente funciona el Concejo de Bogotá y puso en marcha la elaboración del proyecto y construcción del Centro Administrativo Distrital. 
El alcalde Barco impulsó actividades para la recreación y el deporte de Bogotá con la construcción del Coliseo Cubierto El Campín, mejorando las canchas deportivas en los diferentes barrios y construyendo 180 canchas de baloncesto, 50 de fútbol y 15 para otros deportes, consiguió terrenos y realizó obras para 10 parques, creó la Orquesta Filarmónica de Bogotá como desarrollo de labores culturales y mejoró las instalaciones del estadio Nemesio Camacho El Campín.
Barco inició el programa Chingaza (más tarde se convertiría en el parque nacional natural Chingaza), se amplió el servicio de la planta de Tibitó, se contrataron 13 km de tubería que permitieron dar servicio a barrios apartados de la periferia, se introdujeron mejoras en la Empresa Distrital de Transportes Urbanos duplicando el número de pasajeros transportados, impulsó los programas de generación de Energía Eléctrica en Bogotá iniciando la construcción de las centrales El Colegio II Etapa, Canoas y Chivor. 
También realizó un plan de iluminación de calles, avenidas y plazas, se pusieron al servicio 85 unidades de aseo y 10 barredoras, construyó la plaza de mercado de Fontibón y barrio Restrepo, inició los estudios de Corabastos. Barco gestionó la construcción de 3 km de canales en concreto para evitar inundaciones en barrios de Bogotá, 36 km de tubería, 12 km de alcantarillas, 11 puentes para vehículos y 16 puentes peatonales, duplicó las líneas de teléfono y construyó la Sede de la Empresa de Teléfonos de Bogotá (ETB).
Estableció el Plan Vial de Integración Urbana cuyo objetivo era unir el norte al sur de la ciudad. Para cumplir con dicho objetivo, construyó vías como la carrera 68 desde la Autopista Sur hasta la carrera Séptima, prolongación de la avenida Caracas  desde la calle 11 hasta la calle 50 sur, mejoró la avenida Ciudad de Quito y construyó el tramo entre El Campín y la calle 68, remodeló la autopista El Dorado, construyó la calle 63, desde la carrera 24 hasta la carrera 68, construyó la calle 68, el plan vial del Salitre, la calle 19 entre la carrera Séptima y la avenida Caracas, la avenida Primero de Mayo entre los barrios Alcalá y Pastrana, realizó un sector de la avenida Boyacá e intersecciones que facilitaran el flujo vehicular. Todas tuvieron la previsión de redes de acueducto y alcantarillado.
El plan de vivienda del alcalde Barco contempló la edificación del barrio de Los Laches a través de la Caja de Vivienda Popular y la edificación de apartamentos para los servidores del distrito. También gestionó la rehabilitación de los servicios públicos de 32 barrios de la periferia y del barrio las Colonias.

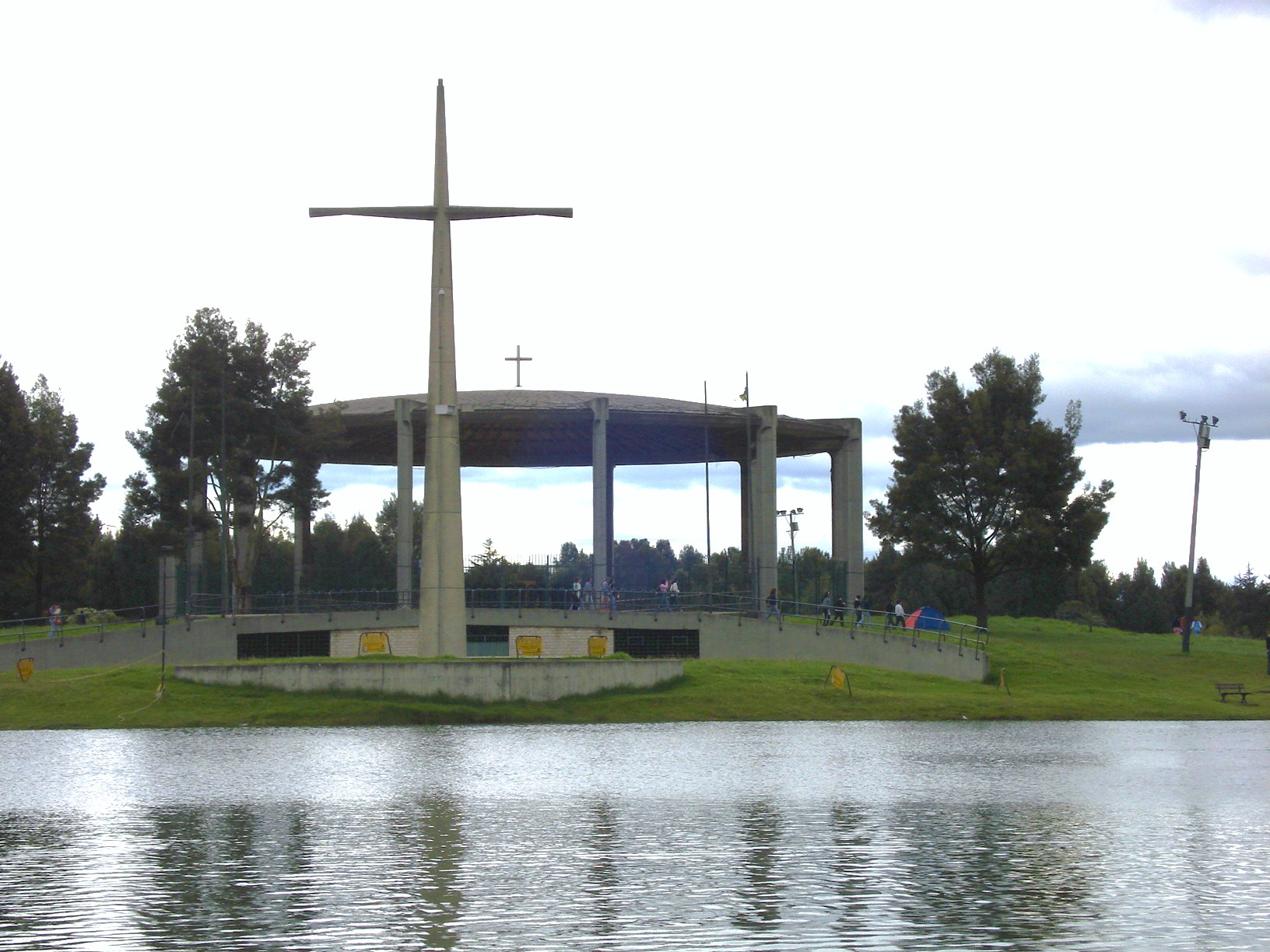
Templete wucarístico del parque Simón Bolívar, Bogotá

Barco ayudó a organizar el Congreso Eucarístico Internacional. En el corto tiempo de organización de este evento se contó con los sistemas de transporte masivo, albergues, sanidad, vigilancia seguridad, etc; siendo todas las obras supervisadas y dirigidas personalmente por Barco. Se entrevistó con el Papa Pablo VI en su visita a Bogotá en agosto de 1968, y fue el encargado de inaugurar obras como la avenida 68 y el templete eucarístico, construido especialmente para la celebración eucarística del pontífice en el parque Simón Bolívar.
El plan escolar de la administración del alcalde Barco aseguró 1700 aulas escolares lo que significó un incremento importante en la cobertura de la población escolar, hecho significativo en la historia educativa de Bogotá para la época. Emitió el Decreto 764 de la Alcaldía con el cual se hizo obligatoria y gratis la asistencia de los niños en edad escolar a colegios de educación primaria, cubriendo 255.000 cupos en los colegios públicos de primaria de Bogotá.

### Post-alcaldía
Tras dejar la alcaldía de Bogotá, Barco se convirtió en miembro de la Junta Directiva del Banco Mundial, desde 1969 hasta 1974. Terminado su mandato fue senador de la República y se integró a la Comisión Asesora de Relaciones Exteriores. 

### Embajador ante los Estados Unidos
Barco fue nombrado embajador de Colombia ante los Estados Unidos por el gobierno de Alfonso López Michelsen en 1977, y luego fue ratificado por el gobierno de Julio César Turbay en 1978, permaneciendo en el cargo hasta 1980. Tuvo que enfrentar la mala imagen internacional que tenía Colombia con el auge del tráfico de marihuana y los inicios del tráfico de cocaína.
Como embajador, Barco logró en representación de Colombia un acuerdo entre la justicia de Estados Unidos y Colombia, que se conoció como Tratado de Extradición, y que años después le causaría dolores de cabeza cuando fuera presidente. Se firmó un tratado bilateral suscrito por el propio Barco y el secretario de Estado de la Administración del presidente estadounidense Jimmy Carter, Cyrus Vance, el 14 de septiembre de 1979, pero no fue ratificado, sino hasta 1980.
Pese a su gestión, era poco lo que Barco podía hacer por el país respecto al problema del narcotráfico, ya que el gobierno colombiano estaba más interesado en la persecución y represión de los grupos de izquierda que en perseguir el narcotráfico. De hecho, ese fue uno de los puntos que más se le criticaron a Turbay cuando José Álvaro Córdoba Bojassen dejó el cargo de 1982, ya que su pasividad permitió el auge de los grandes capos de la mafia en los años 80.

### Precandidatura de 1982
Ya libre de la responsabilidad de mantener buenas relaciones con Washington, Barco regresó a Colombia. Para las elecciones presidenciales, se había sugerido el nombre de Barco como posible candidato a la presidencia, y de hecho se llegó a refrendar su nombre y el del exministro Alberto Santofimio para que compitieran contra el expresidente Alfonso López, quien terminó ganando la postulación, lo que generó una escisión del partido, patrocinada por el expresidente Carlos Lleras Restrepo y dirigida por el joven político Luis Carlos Galán. 
Elegido Betancur como presidente tras la estrepitosa derrota del expresidente López, Barco se dedicó a otras actividades. Había participado en la fundación del Centro Internacional para el Mejoramiento del Maíz y el Trigo (CIMMYT), del que era presidente desde 1966, y del que se retiró en 1985 para buscar una candidatura presidencial en 1986.

### Candidatura presidencial

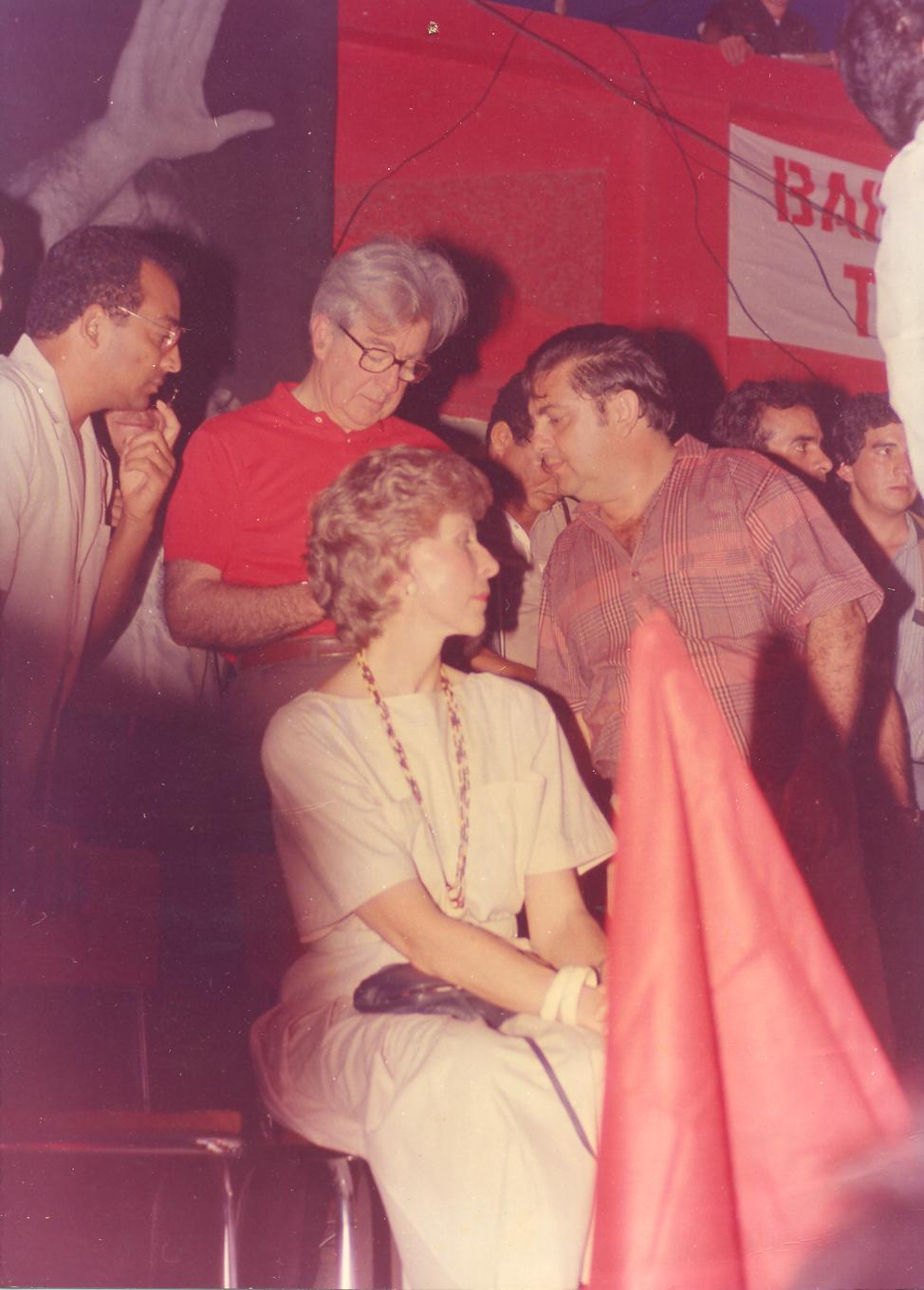
Barco y su esposa en campaña, 1985

Fue precisamente su rival de hace 4 años, el frustrado expresidente López, quien impulsó la candidatura de Virgilio Barco por el Partido Liberal, desde mediados de 1984. Cuando los periodistas de la revista Semana preguntaron su opinión acerca de la candidatura liberal y este respondió con la famosa frase "¿Si no es Barco, quién?".
En las elecciones recibió el respaldo de todas las facciones de su partido, principalmente la del dirigente liberal y ex contralor general de la república, Rodolfo González, quien con su grupo político llamado la confederación liberal de Santander, del cual era su jefe, ayudó e impulso a que Barco pudiese ser el triunfador de la contienda electoral popular para su designación como presidente, con la suma aún de la disidencia Nuevo Liberalismo de Luis Carlos Galán, quien encontró en Barco una garantía de unidad. 
Su rival fue el dirigente conservador Álvaro Gómez; el resultado fue de 4 214 000 votos (la votación más alta de la historia hasta ese momento), más del 59 %, para Barco, frente a 2 586 825 de su adversario principal, y 328 641 del candidato de la Unión Patriótica Jaime Pardo Leal.

### Presidencia (1986-1990)
Tras asumir la presidencia de Colombia el 7 de agosto de 1986, Barco emprendió el esquema gobierno-oposición para acabar con los vestigios del Frente Nacional, por lo que contó en su gabinete sólo con representantes del Partido Liberal, ya que hasta 1986 se había prolongado la participación de ambos partidos en el gobierno. Su decisión se dio porque al ofrecerle una cuota a los conservadores, que estos consideraron insultante, él decidió no darles ninguna participación en su gobierno. Su mandato tuvo como grandes ejes los programas contra la pobreza, el diálogo con las guerrillas y la lucha contra el narcotráfico.
Su gobierno comenzó a aplicar un nuevo modelo de Administración Pública que buscaba cinco objetivos prioritarios: productividad social de los recursos públicos, democratización de la administración pública, eficiencia y responsabilidad de instituciones y funcionarios, capacidad de gerencia y administración y fortalecimiento institucional de la Presidencia de Colombia, mediante decisiones políticas del Presidente o a través de leyes y de actos reformatorios de la Constitución. 
Se realizó la primera elección popular de alcaldes en 1988 y se creó la Consejería Presidencial para los Derechos Humanos. Retomó y fortaleció el Programa Nacional de Rehabilitación (PNR) amplió los programas del fondo de Desarrollo Integral Campesino (DRI).
Barco creó la Comisión Presidencial para la Reforma de la Administración Pública del Estado Colombiano a través del decreto 1150. De ella formaron parte Alberto Hernández, Eduardo Aldana, Blanca Libia Arias, Alfonso Esguerra, José Vicente Kataraín, Manuel Rodríguez, Fernando Botero Zea, Martin von Hildebrand y Rudolf Hommes.
Por su parte, el empresario Germán Montoya fue nombrado en el puesto de secretario general de la Presidencia. Según la revista Semana, para varios opositores Montoya era “quien realmente tomaba las grandes decisiones en Palacio”. Por su parte, el diario El Tiempo lo describió como “la inconfundible mano derecha del ex jefe del Estado”. En el mismo sentido, varios medios de comunicación han especulado que Barco padecía la enfermedad de Alzheimer al final del mandato, lo que habría reforzado la posición de Montoya en la toma de decisiones dentro del gobierno.

### Gabinete
Barco fue el primer presidente en varias décadas en apostar por un sistema de gobierno-oposición, en el que incluyó en su gabinete a miembros de su partido, únicamente, desplazando a los conservadores después de 28 años de alternancia en el poder. Barco era un hombre que confiaba tanto en sus asesores y ministros de confianza que la prensa de la época llamó a su gabinete El Sanedrín; incluso algunos de sus asesores se quejaban de que tenía preferencias de entre ellos.

### Economía
El programa de apertura económica se inició con su administración, que abrió los mercados colombianos al mundo y recargó la economía del país, si bien este programa fue acelerado durante el mandato siguiente (César Gaviria), lo que sería motivo de fuertes polémicas en el Partido Liberal. En la erradicación de la pobreza destacaron con resultados aceptables "El Plan Nacional de Lucha contra la Pobreza" y el "Plan Nacional de Rehabilitación", este último, el más exitoso, fue dirigido por Rafael Pardo Rueda, Eduardo Díaz Uribe y Eduardo Wills Herrera.

### Relaciones internacionales

#### Crisis de la Corbeta Caldas

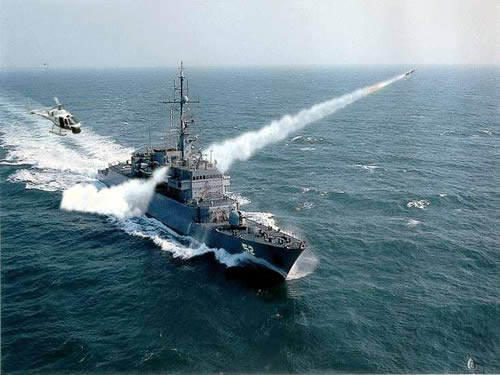
Corbeta ARC Caldas (FM-52) de la Armada colombiana.

En las relaciones colombo-venezolanas el presidente Barco lidió con la crisis de la Corbeta Caldas el 9 de agosto de 1987 con el ingreso de la corbeta de la Armada de Colombia A.R.C. Caldas en aguas sobre el Golfo de Venezuela que han estado en disputa entre Colombia y Venezuela. 
El presidente venezolano Jaime Lusinchi, autorizó una gran movilización de las fuerzas armadas venezolanas, incluyendo aviones F-16 que sobrevolaron las naves colombianas, esperando órdenes para atacar. Barco también ordenó una movilización militar además de cambiar las hipótesis de conflicto para su preparación militar, estableciendo como X-2 a Venezuela y X-3 a Nicaragua. Se ordenó la movilización de varias unidades del ejército y del Submarino ARC Tayrona a la zona como apoyo. El 17 de agosto de 1987, la crisis llegó a su máximo punto. 
El gobierno de Venezuela iba a ordenar el hundimiento de la Corbeta ahora Fragata ARC Independiente que llegó a la zona para relevar a la ARC Caldas, sin embargo la Fragata colombiana también estaba preparada para hundir varias unidades venezolanas, y el submarino Tayrona a las demás que estuvieran en la zona. Por pedido del secretario de la OEA João Clemente Baena Soares y el presidente de Argentina Raúl Alfonsín el gobierno colombiano retiró la corbeta de la zona.
A la llegada de Carlos Andrés Pérez a la Presidencia de Venezuela en 1989, Barco creó junto a su homólogo venezolano, las llamadas Comisiones de Vecindad para promover el desarrollo fronterizo y reducir las tensiones entre ambos países.

### Seguridad y conflicto armado interno

#### Fortalecimiento de las Fuerzas Militares

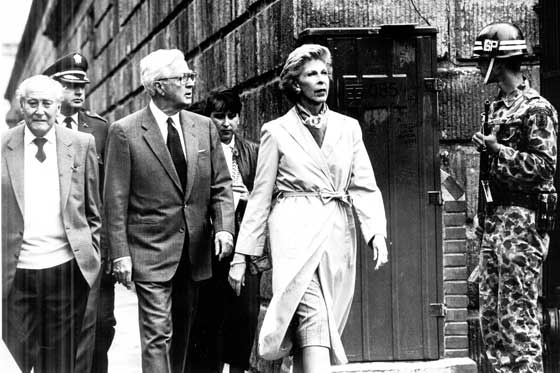
Virgilio y su esposa a la Salida del Congreso del la República 20 de julio de 1990

Las Fuerzas Militares colombianas pasaron de 150 000 hombres en 1988 a 210 000 hombres en 1989. El Ejército Nacional, contaba ahora en sus filas 140 000 hombres, empezó a conformar los primeros contingentes de soldados profesionales (unos 2.000 inicialmente). También se crearon 14 batallones contraguerrilla (BCG) y adquirieron helicópteros Black Hawk provenientes de los Estados Unidos en julio de 1988.

#### Guerra contra el Cartel de Medellín
Meses después de su posesión, Barco presenció el asesinato del juez Gustavo Zuluaga, el director de la unidad de Antinarcóticos de la Policía Nacional, Jaime Ramírez (17 de noviembre); y del director del diario El Espectador, Guillermo Cano Isaza (17 de diciembre), todos asesinados en 1986.
En febrero de 1987, fue capturado el narcotraficante Carlos Lehder, luego de que hombres de la policía colombiana lo cercaran en una de sus propiedades, y según algunas versiones, por traición del mismísimo Escobar.

La Corte Suprema declaró, sin embargo, la inaplicabilidad del Tratado de Extradición de ciudadanos colombianos hacia Estados Unidos por cargos de narcotráfico con el argumento de que en el momento de su entrada en vigor no había sido ratificado por el entonces presidente Turbay. El gobierno quedó sin base legal prácticamente para combatir a organizaciones delictivas como el Cartel de Medellín. Barco ratificó el Tratado, aprovechando el vacío legal de extraditar bajo vía administrativa, pero la Corte Suprema insistió en su invalidez. 

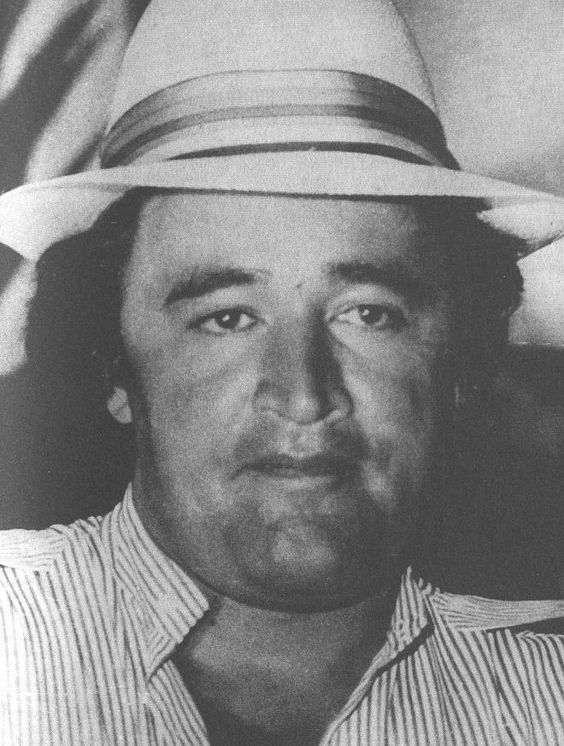
La muerte de Gonzalo Rodríguez Gacha fue considerada como un gran éxito del Gobierno de Barco.

Al emprender contra los traficantes de drogas con acciones policiales, aprobando la extradición a los Estados Unidos e iniciando la persecución contra el enriquecimiento ilícito, estos se tornaron más violentos secuestrando a políticos como Andrés Pastrana y asesinando a otros como los candidatos presidenciales Jaime Pardo Leal, Luis Carlos Galán y Carlos Pizarro, el procurador general Carlos Mauro Hoyos, el juez Gustavo Zuluaga, el coronel Valdemar Franklin Quintero, el gobernador de Antioquia, Antonio Roldán Betancur y el 28 la jueza María Helena Díaz. El magistrado Héctor Jiménez Rodríguez, el Periodista Jorge Enrique Pulido, el representante a la Cámara Luis Francisco Madero, y la Jueza del Tribunal Antioqueño, Mariela Espinosa Arango.
Tras la muerte de Luis Carlos Galán, asesinado en Soacha el 18 de agosto de 1989, el presidente Barco ordenó a las fuerzas militares golpear las estructuras del narcotráfico, particularmente a "Los Extraditables". Algunos de los atentados notables perpetrados por "Los Extraditables" fueron el Atentado al edificio del DAS y el atentado al Vuelo 203 de Avianca. Las fuerzas militares utilizaron despliegue de medios, realizaron detenciones masivas, allanaron e incautaron propiedades de capos. 
El mayor éxito de su gobierno, sin embargo, se dio el 15 de diciembre de 1989, cuando fuerzas de seguridad del Estado lograron dar de baja al narcotraficante Gonzalo Rodríguez Gacha "El Mexicano", jefe militar del Cartel de Medellín. Gacha fue abatido en Tolú (Sucre), junto a su hijo, luego de una persecución por matorrales de la zona. Luego de varios cotejos se logró demostrar que se trataba del capo cundinamarqués.
El 17 de enero de 1990, "Los Extraditables" le ofrecieron al presidente Barco un pacto por el que aceptaban la victoria de las autoridades y cesaban en sus ataques terroristas a cambio de garantías legales y constitucionales. El presidente Barco rechazó la propuesta, que hubiera significado la revocación política del judicialmente suspendido Tratado de Extradición. Los narcotraficantes reanudaron los atentados terroristas en abril.
Tras la presión ejercida por el presidente George H. Bush, con un despliegue naval frente a costas colombianas que comenzó el 7 de enero de 1990, la política exterior del presidente Barco se convirtió entonces en una cruzada internacional para cerrarle el cerco al narcotráfico en Colombia. En febrero de 1990, el presidente Barco fue el anfitrión de una cumbre especial en Cartagena de Indias con los presidentes Bush, Jaime Paz Zamora de Bolivia y Alan García de Perú, con el fin de  coordinar la guerra contra las drogas en cada uno de sus países.

#### Desmovilización de grupos guerrilleros
Las negociaciones del gobierno de Barco por la paz lograron la desmovilización de la guerrilla del Movimiento 19 de abril (M-19) y del 95% del Ejército Popular de Liberación (EPL); fue junto a los desmovilizados del M-19, el expresidente Misael Pastrana y el movimiento de la Séptima Papeleta, uno de los grandes impulsores de la Asamblea Constituyente de Colombia de 1991.  
Respecto del M-19, Barco inició conversación de paz con la guerrilla cuando ésta liberó al líder conservador, Álvaro Gómez Hurtado, luego de su secuestro en mayo de  1988. Después de arduas negociaciones, el 8 de marzo de 1990, Barco firmó la paz con el M-19, pese al asesinato de Carlos Pizarro Leongómez, el 26 de abril de 1990, así como dejó iniciadas las negociaciones con el EPL, que se desmovilizó en 1991, después del asesinato de 'Ernesto Rojas' en 1987, y de tomas guerrilleras, combates con los paramilitares y Fuerza Pública.
Las Fuerzas Armadas Revolucionarias de Colombia - Ejército del Pueblo (FARC-EP) tras las fallidas conversaciones de paz y el exterminio de la Unión Patriótica, el 15 de noviembre de 1987 las FARC-EP asesinaron al parlamentario paramilitar Pablo Emilio Guarín, continuando las acciones armadas y diálogos intermitentes hasta 1990 y el Ejército de Liberación Nacional (ELN) en expansión y en guerra con los paramilitares continuaron en su guerra contra el Estado. Además serían las únicas organizaciones junto a las disidencias del EPL que continuaron con la Coordinadora Guerrillera Simón Bolívar.

#### Tercera guerra verde y expansión paramilitar
La tercera guerra verde del capo del Cartel de Medellín Gonzalo Rodríguez Gacha, con los esmeralderos de Boyacá divididos en dos grupos: el grupo de Coscuez contra Víctor Carranza, Luis Murcia Chaparro 'El Pequinés' y Gilberto Molina y el grupo de Muzo-Borbur, además se atenta contra quienes denunciaban estos hechos. Terminó después de la muerte de ‘El Mexicano’, el 12 de julio de 1990, con la firma de un acuerdo de paz entre Víctor Carranza y  Luis Murcia Chaparro 'el Pequinés'. Esta guerra dejó alrededor de 3500 muertos.
Los paramilitares expanden el modelo de Puerto Boyacá declarada la Capital antisubversiva de Colombia (la Asociación Campesina de Ganaderos y Agricultores del Magdalena Medio ACDEGAM; comandada por Henry Pérez y Ariel Otero) fue exportado al resto del país y entrenaron a sus pares en Córdoba, Urabá y Antioquia (de los hermanos Castaño: Fidel, Carlos y Vicente denominados primero como 'Los Tangueros' luego como Muerte a Revolucionarios del Nordeste Antioqueño, MRN, posteriores  Autodefensas Campesinas de Córdoba y Urabá),Boyacá, Cundinamarca, Putumayo y Meta (Los Masetos, de Rodríguez Gacha jefe de un ejército privado entrenado por mercenarios británicos e israelíes y el Movimiento Obrero Estudiantil Nacional Socialista MOENS), César (los hermanos Prada); en la Sierra Nevada de Santa Marta (Hernán Giraldo y Los Rojas);y en Casanare (las Autodefensas Campesinas de Casanare ACC de Los Buitrago).
Los manuales de contrainsurgencia del Ejército Nacional, como el EJC-3-10,de noviembre de 1987 del General Oscar Botero, se les considera a los paramilitares como apoyos indispensables en la lucha contra la subversión. En 1987, el ministro de Gobierno, César Gaviria, reconocía la existencia de 128 organizaciones de “justicia privada”. El gobierno Barco, derogó el Decreto 3398 de 1965, declarando ilegales las autodefensas. La ACDEGAM trató de camuflarse como movimiento político, Movimiento de Restauración Nacional (MORENA), guiado por Ernesto Báez. La campaña narcoterrorista de Los Extraditables, confirmó los vínculos entre narcotráfico y paramilitares.

#### El exterminio de la Unión Patriótica y persecución de la izquierda
La campaña de genocidio político contra la Unión Patriótica (UP), el Movimiento A Luchar, el Frente Popular, excombatientes, defensores de Derechos Humanos y otros movimientos sociales cuyos miembros fueron asesinados desde 1984, y después de las elecciones legislativas de 1986 vivieron su recrudecimiento en el gobierno de Barco, esta campaña fue efectuada por paramilitares, narcotraficantes, militares, funcionarios públicos, entre otros. 
El arreciamiento de esos crímenes comenzó en septiembre de 1986, con el asesinato del senador Pedro Nel Jiménez en Villavicencio, y del representante a la cámara Leonardo Posada, en Barrancabermeja. Y continuó ese año con varios casos más, entre los que se cuentan: el de Jaime Pardo Leal, presidente de la UP, asesinado el 11 de octubre el de 5 miembros de la JUCO, que fueron asesinados en Medellín el 24 de noviembre. 
Para 1987 una de las víctimas más notorias del genocidio fue Héctor Abad Gómez, asesinado el 25 de agosto. En 1988, el 21 de febrero, ocurrió la masacre de Vista Hermosa (Meta), que dejó 14 muertos y el 4 de marzo, sucedió la masacre de La Honduras y La Negra, donde fueron asesinadas 20 personas. El 3 de abril en la Mejor Esquina (Córdoba), la banda de los Magníficos ejecutó otra masacre, que dejó  28 muertos. El 11 del abril hubo otra seguidilla de asesinatos en Turbo: 23 muertos en total. Luego, el Ejército Nacional de Colombia, entre el 14 y el 15 de junio, llevó a cabo una masacre en la vereda El Topacio de San Rafael (Antioquia): 17 muertos. El 30 de agosto hubo 16 asesinatos más en El Tomate (Córdoba) y el 11 de noviembre, vino la masacre de Segovia (Antioquia), donde hubo un saldo de 43 muertos. 
El 18 de enero de 1989 el Ejército Nacional de Colombia participa de la masacre paramilitar de La Rochela: 12 muertos. El 27 de febrero asesinan a Teófilo Forero, del Partido Comunista, y hay 3 muertos más en Bogotá; el 3 de marzo, es asesinado José Antequera y Ernesto Samper, del Partido Liberal, resulta herido. El 29 de mayo ocurre la Masacre de Llana Caliente en San Vicente de Chucuri (Santander): mueren 50 personas. En octubre de ese año es asesinado el  vicepresidente de la Asamblea de Antioquia, Gabriel Jaime Santamaría. 
El 14 de enero de 1990, Los Tangueros ejecutan la masacre de Pueblo Bello en Turbo, Antioquia: dejan 43 muertos. El 22 de marzo de ese año es asesinado Bernardo Jaramillo Ossa, candidato presidencial de la UP; y el 26 de abril , treinta y cuatro días después, matan a Carlos Pizarro Leongómez, excomandante del M-19 y candidato presidencial por la por la Alianza Democrática M-19. Muchas personas que sobrevivieron al exterminio abandonaron el país durante o después de esos años. 
En total: 2 candidatos presidenciales, 8 congresistas, 13 diputados, 70 concejales, 11 alcaldes y, por lo menos, 4.153 personas más fueron asesinadas, secuestradas o desaparecidas en el marco del genocidio político contra la Unión Patriótica. Estos crímenes fueron declarados en 2014 por la Fiscalía General de la Nación como delitos de lesa humanidad, por lo que su investigación y judicialización no prescriben.
En 2021 hubo investigaciones periodísticas que vincularon a Virgilio Barco como parte responsable de ello, pues habría recibido la sugerencia de eliminar a la Unión Patriótica en una reunión con Rafi Eitan. Pero solo a inicios del 2023, la Corte Interamericana de Derechos Humanos llegó finalmente a la conclusión de que el Estado colombiano fue directa e indirectamente responsable del exterminio sistemático de más de 6.000 miembros de la Unión Patriótica y reiteró la posición de la Fiscalía colombiana al declarar los hechos como un crimen contra la humanidad.

### Sociedad

#### Medio ambiente
Pese a los graves problemas de seguridad que enfrentaba el país, Barco decidió emprender un ambicioso proyecto por la defensa de la Amazonía colombiana. Se contactó con el joven etnólogo colombo-estadounidense Martín von Hildebrand para iniciar un acercamiento con los pueblos indígenas de esta región, y luego de dos años de inmersión en la zona, se entregaron 5 millones de hectáreas a los indígenas huitotos uno de los predios en manos indígenas más grandes de América en su momento.
El propio Barco viajó a La Chorrera, Amazonas, el 23 de abril de 1988, e hizo la entrega de los predios a los huitotos, pronunciando un discurso en la lengua nativa de éstos pueblos indígenasː

"Les traigo mi saludo, les vengo a decir una buena noticia, una palabra de verdad: Por fin, la tierra que es de ustedes, es de ustedes"
Virgilio Barco, 23 de abril de 1988

En cambio, él y su esposa recibieron regalos como un tocado de plumas y varios otros objetos. La entrega no fue sencilla, puesto que las tierras pertenecían a un explotador de caucho, y luego pasaron a manos de la sucursal de la Caja Agraria en el departamento. El evento fue exaltado por el entonces príncipe Carlos de Gales, quien era un destacado e influyente activista ambiental, durante un discurso de 1988.

#### Reformas constitucionales
En las elecciones legislativas de 1990, se incluyó a forma de plebiscito una séptima papeleta en que los electores pudieran responder sí o no a la convocatoria de una asamblea para reformar la Constitución de Colombia. El plebiscito logró más de dos millones de votos (recontados informalmente) los cuales crearon un impacto en el presidente Barco, que viendo la cantidad de votos decidió apoyarlo como una forma de democracia participativa. 
El presidente Barco, mediante decreto ley 927 del 3 de mayo de 1990, ordenó a la Registraduría Nacional contabilizar los votos que en las siguientes elecciones presidenciales del 27 de mayo se emitieran a favor de la convocatoria. En un fallo sin precedentes, la Corte Suprema de Colombia declaró exequible el decreto, y la papeleta obtuvo respuesta afirmativa de cinco de los seis millones de votantes.

### Actividad pospresidencial

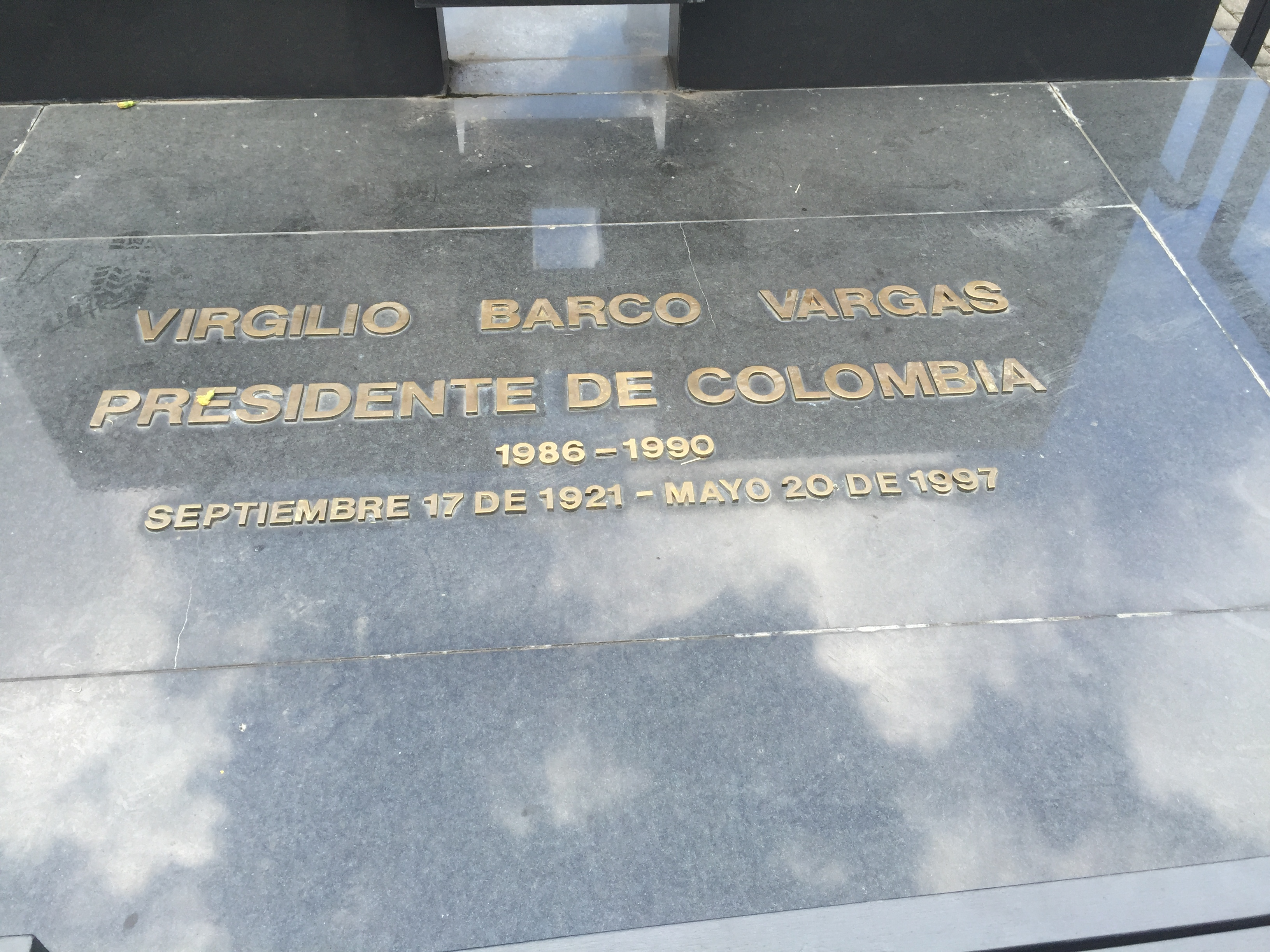
Tumba de Virgilio Barco en el Cementerio Central de Bogotá.

Tras dejar la presidencia en 1990, Barco sirvió nuevamente como Embajador de Colombia ante el Reino Unido hasta 1992, bajo el gobierno del liberal César Gaviria.

#### Muerte
Virgilio Barco se retiró de la vida pública al ser diagnosticado de cáncer y Alzheimer, pese a que se sabe que gobernó con la enfermedad prácticamente por 3 años.
En 1996 Barco fue hospitalizado por recaídas derivadas de su enfermedad, y desde ese momento su estado de salud se empeoró aún más. 
En abril de 1997, la dirección del Partido Liberal condecoró a Barco con la máxima distinción dada por ese partido, galardón que tuvo que recibir su esposa por el mal estado de salud del exmandatario. 
Virgilio Barco murió en la Clínica Fundación Santafé de Bogotá, en la mañana del 20 de mayo de 1997 a los 75 años de edad, víctima de un cáncer. Fue sepultado en el Monumento a los Presidentes, en el Cementerio Central de Bogotá, luego de que su cadáver fuera expuesto en cámara ardiente.

## Homenajes

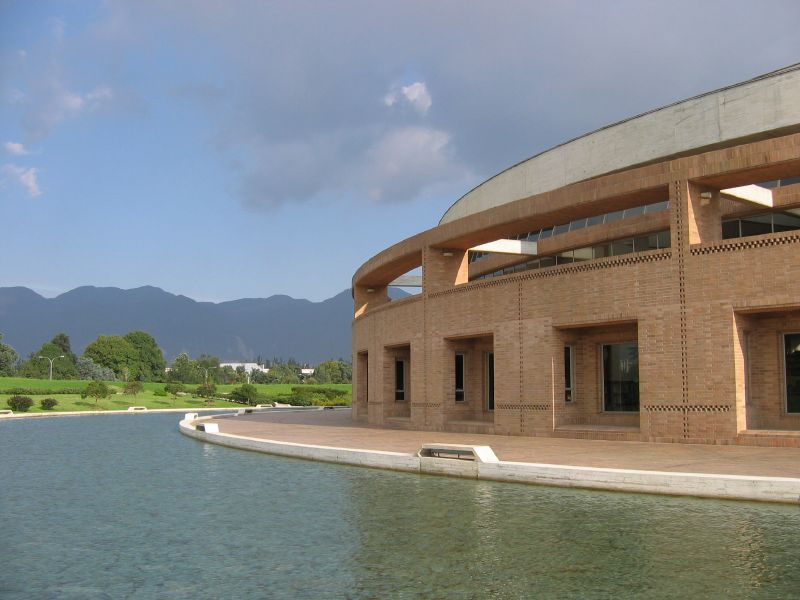
Biblioteca Virgilio Barco en Bogotá.

El Congreso de Colombia aprobó una proposición para honrar su memoria y declararon 3 días de luto nacional por parte del gobierno de la época. En su natal Cúcuta lo homenajearon de tal forma que la prensa de la época mencionaría que los nortesantandereanos consideraban ilustre a Barco casi al mismo nivel del General Santander.
En su honor fue nombrada la biblioteca Virgilio Barco diseñada por el arquitecto Rogelio Salmona, la cual fue inaugurada en 2001 en el parque que también lleva el nombre de este político colombiano, en Bogotá.
En el 2021, con motivo de la celebración del centenario de su nacimiento, el gobierno colombiano preparó una serie de homenajes y celebraciones destinados a reconocer su legado y exaltar su figura.

## Vida privada

### Templanza
Según palabras de uno de sus ministros, Rafael Pardo, Barco era un hombre sereno, de poca predilección por los medios de comunicación (por lo que rara vez aparecía en televisión), de acciones más técnicas que políticas (como buen ingeniero que era), de pocas habilidades comunicativas y baja oratoria, y porque por su experiencia en la ingeniería, le gustaba estar al tanto de cada detalle de las decisiones que tomaba o los proyectos que debía ejecutar, como cuando estuvo al frente de la alcaldía de Bogotá.

### Familia
Virgilio era miembro de la aristocracia emergente de Cúcuta, siendo hijo de Jorge Enrique Barco Maldonado y Julieta Vargas Durán, siendo el menor de cinco hijos. Sus hermanos Marina, Jorge, Alberto y Julia Edelmira Barco Vargas. La riqueza de su familia se dio gracias a la explotación petrolífera, actividad que continúa vigente hasta el día de hoy. 
Su hermana Julia se casó con Carlos Arturo Sanclemente Orbegozo, quien era nieto del exsecretario de la presidencia, Sergio Sanclemente Domínguez, quien a su vez era hijo del expresidente de Colombia Manuel Antonio Sanclemente. Jorge, por su parte se unió a una tataranieta del oficial y exdesignado presidencial Leonardo Canal González.  
Su padre era hijo del oficial del ejército y empresario Virgilio Barco M., recordado por habérsele otorgado una de las primeras concesiones petroleras en la historia del país, la Concesión Barco, luego de una exitosa carrera militar y su participación en la guerra de los Mil Días. También destacó como filántropo. Su abuelo se casó con Edelmira Maldonado Atalaya, descendiente de Juan Atalaya, importante colono de la ciudad.
Su madre, por otra parte, era sobrina del oficial Justo Durán Gómez, militante del Partido Liberal quien fue fundamental en la crianza de Virgilio (ya que se hizo cargo de su sobrina Julieta como si se tratara de su hija, e infundió en su sobrino nieto el ideal liberal), además de importante personaje local que da nombre al municipio de Durania. Durán combatió del lado liberal en la guerra de los Mil Días, contra el lado conservador de Virgilio Barco Martínez. 

### Matrimonio y descendencia

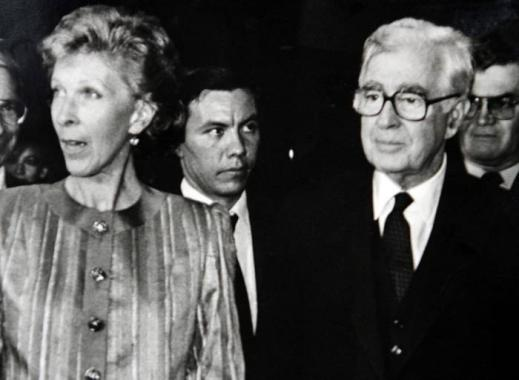
Barco y su esposa, el 7 de agosto de 1990.

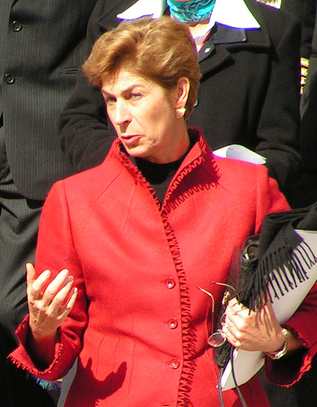
Su hija mayor, Carolina Barco Isakson.

Virgilio contrajo matrimonio el 15 de junio de 1950, en Cúcuta con la estadounidense Carolina Isakson Proctor, quien era hija de un empresario petrolero estadounidense para el que Barco trabajó cuando estaba radicado en la Región del Catatumbo, y con la cual tuvo cuatro hijos: Carolina, Julia, Diana y Virgilio Barco Isakson.
Su hija mayor, Carolina Barco Isakson, casada con un hijo del exministro Douglas Botero Boshell, es una diplomática y política colombiana, siendo ministra de relaciones exteriores durante el gobierno de Álvaro Uribe, y fue embajadora de Colombia en España en el gobierno de Iván Duque.  Su hijo menor y único varón del matrimonio, Virgilio Barco Isakson, es un empresario y activista por los derechos de las comunidades LGBT, siendo el fundador de la fundación Colombia Diversa, y filántropo dedicado a la disminución de la pobreza a través del sector empresarial.

## Publicaciones
- Consideraciones sobre algunos aspectos de hacienda departamental, 1945
- Memorias de obras públicas, 1959
- Vivienda y renovación urbana, 1967
- Tres años de administración distrital, 1967-1969, 1969
- La administración de una ciudad moderna, 1974
- Acción administrativa: obras públicas y su financiamiento; progreso urbano y potencialidad agrícola, 1980
- Economía, planeación y política social, 1981
- Lucha partidista y política internacional, 1981
- La lucha contra la pobreza, 1985
- Etapa final de la gestión del director nacional del Partido Liberal Colombiano, 1986
- Hacia una Colombia nueva: liberalismo, democracia social y cambio, 1986
- Dos años de cambio : eficiencia, responsabilidad, participación, solidaridad, y justicia social, 1988
- Por la vigencia de los derechos humanos, políticos, económicos, sociales y culturales, 1988
- Hacia una nueva política internacional de asentamientos humanos, 1989
- Reforma urbana y desarrollo social, 1989
- El cambio social, un compromiso con Colombia: acciones y resultados de tres años de gobierno, 1989
- Discursos, 1986-1990, 1990